# Air France Magazine
Air France Magazine est un magazine inflight édité par la compagnie aérienne française Air France pour être distribué gratuitement à bord de ses avions aux passagers pendant ses vols.

## Origines du support
La compagnie aérienne Air France lança une première formule mensuelle de magazine intitulée Air France revue au tout début des années 1930, puis, sous le même nom, une formule trimestrielle à partir de janvier 1935 qui perdura jusqu'au début des années 1970, devenant ensuite le magazine mensuel Air France Atlas. Au printemps 1997, la formule mensuelle change et prend le nom d'Air France Magazine. Rédigé en français et anglais, ce mensuel compte plus d'un million de lecteurs. Les couvertures du journal ont été notamment illustrées par la graphiste Vanessa Vérillon.